# Ebina Toshiaki
Ebina Toshiaki (jap. 海老名 敏明; * 1899; † 1990) war 1948 bis 1963 Direktor des 1941 gegründeten Forschungszentrums Lepra und Tuberkulose der Universität Tōhoku.
Er befasste sich unter anderem mit dem Stoffwechsel von Tuberkulose- und Lepra-Bakterien und dem von Krebszellen (wobei er Methoden von Otto Warburg und seiner Schule anwandte) und entwickelte den BCG-Impfstoff gegen Tuberkulose weiter.
1960 erhielt er den Robert-Koch-Preis. 1955 erhielt er den Asahi-Preis für seine Forschungen um eine Herstellungsmethode für den BCG-Impfstoff.